# 市政専門図書館
市政専門図書館（しせいせんもんとしょかん）は、公益財団法人後藤・安田記念東京都市研究所が設置する都市問題及び地方自治に関する専門図書館である。東京都千代田区の日比谷公園内の市政会館1階にある。

## 歴史
1922年、財団法人東京市政調査会が設立（会長後藤新平）。都市問題・地方自治研究発展のために資料を収集し、1926年に公開した図書室が原型。1941年に「市政専門図書館」と名称を改めた。市政に関する専門図書館は、世界初。また、専門図書館の名称を用いたのは、日本で初めて。1960年に現在の形に整備された。

## 蔵書・コレクション

### 所蔵資料
主な収集分野／都市問題、地方自治　重点収集資料／統計、郷土資料、研究報告書／行政資料　所蔵図書／日本語119,210冊、外国語22,443冊　雑誌類／日本語153誌、外国語18誌　新聞／日本語3紙

### 中山文書
山縣有朋内閣総理大臣の下で秘書官を務めた中山寛六郎（なかやまかんろくろう）から昭和6年に寄贈された明治期の自治制制定関係文書。資料数は114点 中山文書目録。ドイツの公法学者アルベルト・モッセ博士など地方制度制定に関わった人物の意見書や各種の草案などがあり、地方制度の成立過程を研究する上で重要な資料となっている。
中山寛六郎(1858-1934)は、下総国猿島郡（現茨城県岩井市）に生まれ開成所に学んだのちハーバード大学に留学。同大学卒業後、参事院議官、山縣内務大臣秘書官、内閣書記官等を歴任し、1934年死去した。

### 大森文書
内務官僚の地方制度編纂の基本方針。大森鍾一が所蔵していた自治制制定関係の資料。1940年4月に長男である大森圭一より東京市政調査会に寄贈された。市政専門図書館ではこの資料149点を整理し、所蔵している。これらの資料の目録は市政専門図書館のホームページに公開されている。1887年閣議決定した地方制度編纂の基本方針『地方制度編纂綱領』(大森1）、市政町村制制定当時の経緯が述べられた1915年の『自治制制定之顛末』(大森2）、山形有朋内務大臣が千穂う長官に対して行った講究会の記録である『町村制市政講究会筆記』、大森が起草した『町村法草案』(大森77）、大森鍾一・一木喜徳郎共編『市町村制史稿』(大森56）については『蔵のなか　市政専門図書館蔵書紹介Ⅰ』において紹介されている。

## 施設
- 資料室面積 - 451m2
- 座席数 - 18席
- PC持込 - 可
- Wi-Fi設備 - 無
- コワーキングスペース - 無
- 飲み物の持込 - 不可[2]

## 交通
- 都営地下鉄三田線内幸町駅から徒歩2分
- 東京メトロ丸ノ内線霞ケ関駅から徒歩4分
- 東京メトロ千代田線・日比谷線日比谷駅から徒歩3分

JR山手線新橋駅から徒歩8分